# Matthieu Matondo Mateya
Matthieu Matondo Mateya, connu sous le nom de scène Sans Souci, est un musicien et comédien congolais, né le 7 novembre 1955 à Léopoldville (aujourd’hui Kinshasa) où il est mort le 23 juin 2009.